# Åsa (namn)
För andra betydelser, se Åsa.
Åsa är ett kvinnonamn av nordiskt ursprung. Det betyder 'gudinna' och motsvarar det runsvenska namnet Asa och norskans och danskans Åse, Aase. Namnet förekommer bland annat på en runsten i Bogesund: ""Gunne och Åsa läto resa denna sten och gjorde denna gravkista av sten efter sin son..." (U170)
Namnet var som allra vanligast bland nyfödda under 1970-talet. Den 31 december 2012 fanns det totalt 37 472 personer i Sverige med namnet Åsa, varav 27 557 med det som tilltalsnamn . År 2003 fick 76 flickor namnet, varav 12 fick det som tilltalsnamn.
Namnsdag i Sverige: 12 september. I den finlandssvenska namnsdagslängden har Åsa namnsdag 13 juni sedan 1950.

## Varianter
- Åse/Aase (norska och danska)

## Personer med namnet Åsa/Åse
- Åsa Avdic, svensk journalist
- Åsa Bodén, svensk meteorolog
- Åsa Brandt, svensk glaskonstnär
- Åsa Domeij, svensk politiker (MP)

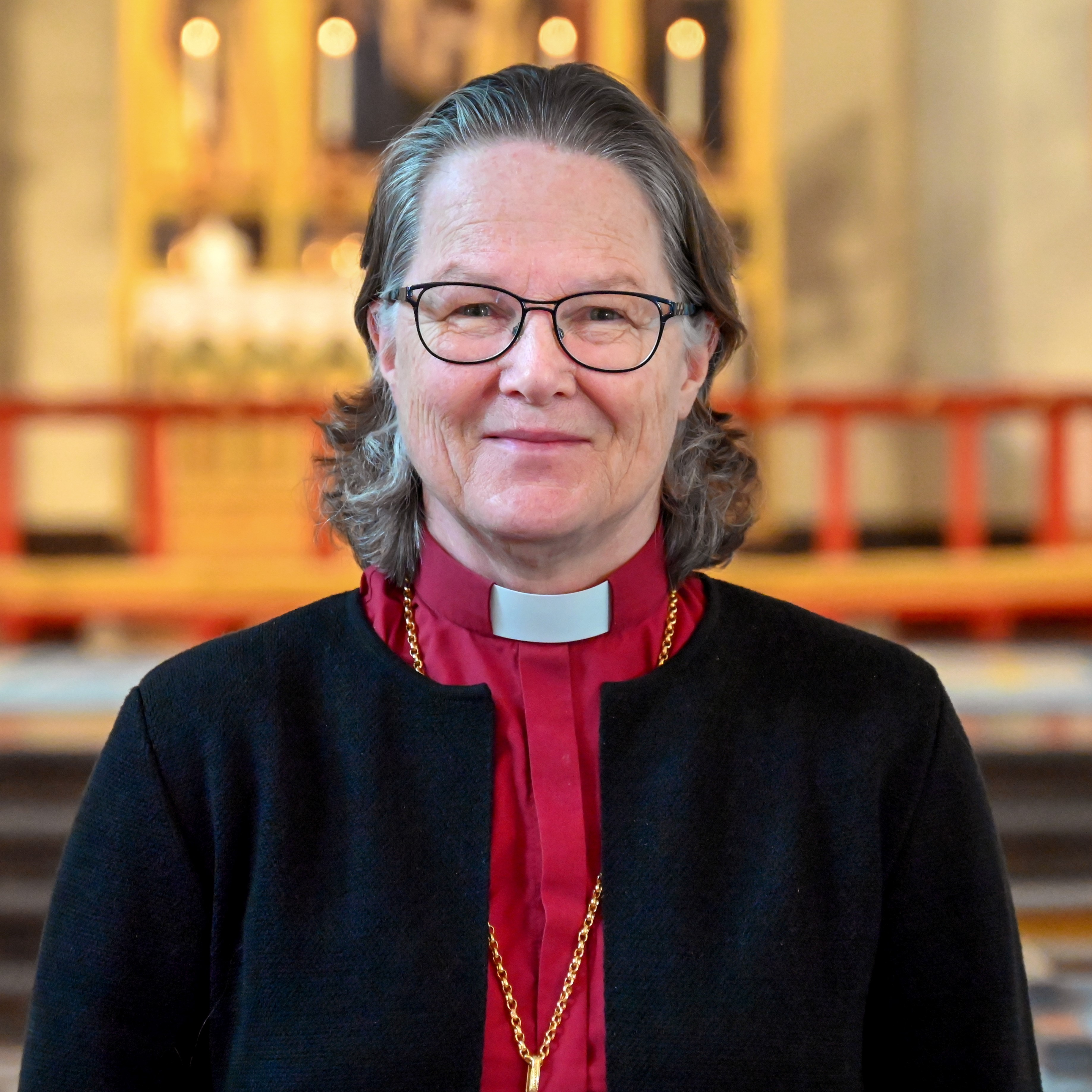
Åsa Nyström, biskop i Luleå stift

- Åsa Dornbusch, svensk operasångerska
- Åsa Fång, svensk skådespelare och musiker
- Åsa Göransson (numera Karlin), svensk skådespelare
- Åsa Ingjaldsdotter, dotter till sagokungen Ingjald Illråde
- Åsa Jinder, svensk musiker
- Åse Kleveland, svensk-norsk sångare, norsk kulturminister, VD för Svenska Filminstitutet
- Åsa Lantz, svensk författare
- Åsa Larsson, svensk deckarförfattare
- Åsa Linderborg, svensk författare, historiker och politisk skribent
- Åsa Lindhagen, svensk politiker (MP), statsråd
- Åsa Melldahl, svensk regissör
- Åsa Moberg, svensk journalist
- Åsa Nelvin, svensk författare
- Åsa Nilsonne, svensk författare och psykiater
- Aase Nordmo Løvberg norsk operasångare
- Åsa Nyström, biskop i Luleå stift
- Åsa Regnér, svensk politiker (S), statsråd
- Åsa Romson, svensk politiker (MP), språkrör, statsråd
- Åsa Torstensson, svensk politiker (C), statsråd
- Åsa Westlund, svensk europaparlamentariker
- Åsa Wikforss, filosof, ledamot av Svenska Akademien
- Aase Ziegler dansk skådespelare och sångare

## Fiktiva
- Åsa-Nisse (Smeknamn på Erik Nilsson. Förekommer i serier och film).